# روبرت تشايلدريس
روبرت تشايلدريس (بالإنجليزية: Robert Childress)‏ هو رسام توضيحي أمريكي، ولد في 1915، وتوفي في 1983.